# Saint-Pierre og Miquelon
Saint-Pierre og Miquelon er en lille øgruppe i Nordamerika, der tilhører Frankrig. Den har status af oversøisk kollektiv. Hovedstaden hedder Saint-Pierre.

## Historie
Øgruppen blev et fransk département i 1976, men status blev ændret i 1985, da Saint-Pierre og Miquelon i stedet blev et territorium med særlig status (collectivité territoriale à statut particulier). Øgruppen er garanteret et begrænset selvstyre fra Frankrig. Saint-Pierre og Miquelon er ikke medlem af EU, men anvender euro som valuta.

## Geografi
Øgruppens totale areal er 242 km².

### Placering
Øgruppen ligger i Atlanterhavet ca. 25 km syd for Newfoundlands kyst. De to største og eneste beboede øer er Saint-Pierre og Miquelon. Andre øer er Grand Colombier, Petit Colombier, Le Cap og Ile aux Marins.

### Klima
Øernes klima er fugtigt kontinentalt (Dfb ifølge Köppens klimaklassifikation), med en årlig gennemsnitstemperatur på 5,3 °C og med en forskel på 19 °C mellem den varmeste måned (15,7 °C i august) og den koldeste måned (-3,6 °C i februar). Øerne har 1.427 solskinstimer. Nedbøren er 1.312 mm om året og er jævnt fordelt, dog med mest i efteråret. I løbet af året er der 146 dage, hvor der falder mere end 1 mm nedbør, og. Det blæser meget på øerne, med 156 dage med kraftig vind, særligt i oktober og april.
| Vejr for St Pierre and Miquelon   | Vejr for St Pierre and Miquelon | Vejr for St Pierre and Miquelon | Vejr for St Pierre and Miquelon | Vejr for St Pierre and Miquelon | Vejr for St Pierre and Miquelon | Vejr for St Pierre and Miquelon | Vejr for St Pierre and Miquelon | Vejr for St Pierre and Miquelon | Vejr for St Pierre and Miquelon | Vejr for St Pierre and Miquelon | Vejr for St Pierre and Miquelon | Vejr for St Pierre and Miquelon | Vejr for St Pierre and Miquelon |
|                                   | Jan                             | Feb                             | Mar                             | Apr                             | Maj                             | Jun                             | Jul                             | Aug                             | Sep                             | Okt                             | Nov                             | Dec                             | År                              |
| --------------------------------- | ------------------------------- | ------------------------------- | ------------------------------- | ------------------------------- | ------------------------------- | ------------------------------- | ------------------------------- | ------------------------------- | ------------------------------- | ------------------------------- | ------------------------------- | ------------------------------- | ------------------------------- |
| Gennemsnitlig maks °C             | 9,8                             | 9                               | 12,2                            | 13,8                            | 22                              | 25,1                            | 26,4                            | 25,8                            | 26,8                            | 20                              | 14,4                            | 11,4                            | 18,1                            |
| Gennemsnitlig °C                  | −0,1                            | −0,7                            | 1                               | 4                               | 8,3                             | 12,5                            | 16,7                            | 18,5                            | 16                              | 11,2                            | 6,8                             | 2,7                             | 8,1                             |
| Gennemsnitlig min °C              | −17,4                           | −18,7                           | −18,1                           | −9,8                            | −4,5                            | 0,8                             | 4,9                             | 5,8                             | 1,7                             | −2,6                            | −9,2                            | −14,6                           | −6,8                            |
| Gennemsnitlig nedbør mm           | 110,3                           | 92,5                            | 103                             | 103,7                           | 102,2                           | 104,3                           | 94,9                            | 93,9                            | 132,3                           | 136,7                           | 126,2                           | 112,2                           | 1.312,2                         |
| Kilde (august 2013): Météo France |                                 |                                 |                                 |                                 |                                 |                                 |                                 |                                 |                                 |                                 |                                 |                                 |                                 |

### Administrativ opdeling
Øgruppen er administrativt opdelt i to kommuner:
| Kode  | Navn              | Indbyggere |
| ----- | ----------------- | ---------- |
| 97501 | Miquelon-Langlade | 594        |
| 97502 | Saint-Pierre      | 5.478      |
| Total |                   | 6.072      |

## Sprog
Det officielle sprog er fransk.